# Persone di nome Rubén
| Questa pagina contiene informazioni ricavate automaticamente dalle voci biografiche con l'ausilio del template Bio e di un bot. L'aggiornamento è periodico e automatico e ricostruisce completamente la pagina. Se manca una persona in questa lista, sei pregato di non aggiungerla, ma accertati piuttosto che la sua voce biografica contenga il template Bio e che i dati anagrafici siano correttamente compilati. Se il template Bio manca, inseriscilo tu stesso o, in alternativa, metti l'avviso {{tmp\|Bio}} che ne segnala la mancanza. Se i dati riportati sono sbagliati, correggi direttamente la voce biografica; le modifiche saranno visibili in questa lista entro pochi giorni. Per chiarimenti vedi il progetto antroponimi. La lista contiene solo le 161 persone che sono citate nell'enciclopedia e per le quali è stato implementato correttamente il template Bio. Pagina aggiornata al 22 giu 2025. |

Questa è una lista di persone presenti nell'enciclopedia che hanno il nome Rubén, suddivise per attività principale.

## Allenatori di calcio(15)
- Rubén Albés, allenatore di calcio spagnolo (Vigo, n. 1985)
- Rubén Ayala, allenatore di calcio e ex calciatore argentino (Santa Fe, n. 1950)
- Rubén Baraja, allenatore di calcio e ex calciatore spagnolo (Valladolid, n. 1975)
- Rubén Cousillas, allenatore di calcio e ex calciatore argentino (Roque Pérez, n. 1957)
- Rubén Da Silva, allenatore di calcio e ex calciatore uruguaiano (Montevideo, n. 1968)
- Rubén de la Red, allenatore di calcio e ex calciatore spagnolo (Madrid, n. 1985)
- Rubén Darío Hernández, allenatore di calcio e ex calciatore colombiano (Bogotà, n. 1965)
- Rubén Insúa, allenatore di calcio e ex calciatore argentino (Buenos Aires, n. 1961)
- Rubén Israel, allenatore di calcio uruguaiano (Montevideo, n. 1955 - † 2021)
- Rubén Navarro, allenatore di calcio e calciatore argentino (La Banda, n. 1933 - Buenos Aires, † 2003)
- Rubén Olivera, allenatore di calcio e ex calciatore uruguaiano (Montevideo, n. 1983)
- Rubén Paz, allenatore di calcio e ex calciatore uruguaiano (Artigas, n. 1959)
- Rubén Sellés, allenatore di calcio spagnolo (Valencia, n. 1983)
- Rubén Torrecilla, allenatore di calcio e ex calciatore spagnolo (Jarandilla de la Vera, n. 1979)
- Rubén de la Barrera, allenatore di calcio spagnolo (La Coruña, n. 1985)

## Allenatori di pallacanestro(1)
- Rubén Magnano, allenatore di pallacanestro e dirigente sportivo argentino (Villa María, n. 1954)

## Allenatori di tennis(1)
- Rubén Ramírez Hidalgo, allenatore di tennis e ex tennista spagnolo (Alicante, n. 1978)

## Arbitri di calcio(1)
- Rubén Selmán, arbitro di calcio cileno (Santiago del Cile, n. 1963 - Santiago del Cile, † 2020)

## Atleti paralimpici(1)
- Rubén Álvarez Serrano, ex atleta paralimpico spagnolo (Barcellona, n. 1975)

## Attori(4)
- Rubén Bernal, attore, ballerino e modello spagnolo (Alicante, n. 1988)
- Rubén Ochandiano, attore spagnolo (Madrid, n. 1980)
- Rubén Serrano, attore spagnolo (Catalogna, n. 1980)
- Rubén de Eguia, attore, regista e sceneggiatore spagnolo (Barcellona, n. 1984)

## Cantanti(1)
- Rubén Patagonia, cantante argentino (Comodoro Rivadavia, n. 1956)

## Cantautori(1)
- Rubén Blades, cantautore, musicista e attore panamense (Panama, n. 1948)

## Cardinali(1)
- Rubén Salazar Gómez, cardinale e arcivescovo cattolico colombiano (Bogotà, n. 1942)

## Cavalieri(1)
- Rubén Uriza, cavaliere messicano (Huitzuco, n. 1920 - Città del Messico, † 1992)

## Cestisti(18)
- Rubén Adorno, ex cestista portoricano (Corozal, n. 1941)
- Rubén Alcalá, ex cestista messicano (n. 1953)
- Rubén Almanza, cestista messicano (Chihuahua, n. 1929 - † 2020)
- Rubén Colón, ex cestista portoricano (Guayama, n. 1972)
- Rubén Domínguez, cestista spagnolo (Puerto Real, n. 2003)
- Rubén Douglas, cestista statunitense (Altadena, n. 1979 - Costa Rica, † 2024)
- Rubén Garcés, ex cestista panamense (Colón, n. 1973)
- Rubén Guerrero, cestista spagnolo (Marbella, n. 1995)
- Rubén Izaguirre, cestista messicano (Matamoros, n. 1943 - Brownsville, † 1994)
- Rubén López de la Torre, cestista spagnolo (Madrid, n. 2002)
- Rubén Menini, cestista argentino (Buenos Aires, n. 1924 - † 2020)
- Rubén Montañez, ex cestista portoricano (San Juan, n. 1950)
- Rubén Olavarrieta, ex cestista paraguaiano (Asunción, n. 1931)
- Rubén Pagliari, cestista argentino (n. 1927 - † 1987)
- Rubén Quintana, ex cestista spagnolo (Agüimes, n. 1980)
- Rubén Rodríguez, ex cestista portoricano (New York, n. 1953)
- Rubén Scolari, ex cestista argentino (La Plata, n. 1966)
- Rubén Wolkowyski, ex cestista argentino (Juan José Castelli, n. 1973)

## Ciclisti su strada(3)
- Rubén Fernández Andújar, ciclista su strada spagnolo (Murcia, n. 1991)
- Rubén Lobato, ex ciclista su strada spagnolo (Salamanca, n. 1978)
- Rubén Plaza, ex ciclista su strada spagnolo (Ibi, n. 1980)

## Danzatori(1)
- Rubén Celiberti, ballerino, coreografo e cantante argentino (Rosario, n. 1964)

## Dirigenti sportivi(3)
- Rubén Capria, dirigente sportivo, allenatore di calcio e ex calciatore argentino (General Belgrano, n. 1970)
- Rubén Pérez, dirigente sportivo e ex ciclista su strada spagnolo (Zaldibar, n. 1981)
- Rubén Sosa Ardaiz, dirigente sportivo, allenatore di calcio e ex calciatore uruguaiano (Montevideo, n. 1966)

## Disegnatori(1)
- Rubén Pellejero, disegnatore e illustratore spagnolo (Badalona, n. 1952)

## Fumettisti(1)
- Rubén Sosa, fumettista e illustratore argentino (Villa Mercedes, n. 1939 - Mar del Plata, † 2007)

## Giocatori di baseball(1)
- Rubén Tejada, giocatore di baseball panamense (Santiago de Veraguas, n. 1989)

## Giocatori di calcio a 5(2)
- Rubén Cornejo, ex giocatore di calcio a 5 spagnolo (Segovia, n. 1985)
- Rubén Sosa, ex giocatore di calcio a 5 argentino (n. 1962)

## Giornalisti(1)
- Rubén Oliva, giornalista, regista cinematografico e regista televisivo argentino (Rosario, n. 1958)

## Militari(1)
- Rubén Ruiz Ibárruri, militare spagnolo (Muskiz, n. 1920 - Stalingrado, † 1942)

## Pallamanisti(1)
- Rubén Garabaya, ex pallamanista e allenatore di pallamano spagnolo (Avilés, n. 1978)

## Pallanuotisti(2)
- Rubén Maidana, pallanuotista argentino (Santa Fe, n. 1923 - Buenos Aires, † 2015)
- Rubén Michavila, ex pallanuotista spagnolo (Barcellona, n. 1970)

## Pianisti(1)
- Rubén González, pianista cubano (Santa Clara, n. 1919 - L'Avana, † 2003)

## Piloti motociclistici(1)
- Rubén Xaus, pilota motociclistico spagnolo (Barcellona, n. 1978)

## Politici(4)
- Rubén Berríos, politico portoricano (Aibonito, n. 1939)
- Ruben Gallego, politico statunitense (Chicago, n. 1979)
- Rubén Hinojosa, politico statunitense (Edcouch, n. 1940)
- Ruben Kihuen, politico statunitense (Guadalajara, n. 1980)

## Presbiteri(1)
- Rubén Isidro Alonso, presbitero uruguaiano (Montevideo, n. 1929 - Montevideo, † 1992)

## Pugili(2)
- Rubén Martinez, pugile spagnolo (Lugo, n. 1938 - Madrid, † 2006)
- Rubén Olivares, ex pugile messicano (Città del Messico, n. 1947)

## Schermidori(1)
- Rubén Limardo, schermidore venezuelano (Ciudad Bolívar, n. 1985)

## Scrittori(2)
- Rubén Gallego, scrittore russo (Mosca, n. 1968)
- Rubén Serrano Calvo, scrittore, giornalista e fumettista spagnolo (Madrid, n. 1970)

## Tastieristi(1)
- Rubén Valtierra, tastierista e compositore statunitense (San Rafael, n. 1964)

## Vescovi cattolici(1)
- Rubén Tierrablanca González, vescovo cattolico e teologo messicano (Cortazar, n. 1952 - Istanbul, † 2020)

## Violinisti(1)
- Rubén Fuentes, violinista messicano (Ciudad Guzmán, n. 1926 - Ciudad Guzmán, † 2022)